# Thuế doanh nghiệp ở Pháp
Thuế doanh nghiệp ở Pháp liên quan đến thuế phải nộp ở Pháp đối với lợi nhuận mà các công ty kiếm được. Nhìn chung, bất kỳ công ty nào cũng phải chịu thuế doanh nghiệp 33,3% (Impôt sur les Sociétés) với lợi nhuận trên toàn thế giới. Tuy nhiên, một số khoản thu nhập nhất định được miễn thuế và một số chi phí nhất định không được khấu trừ. Hơn nữa, mức thuế được lên kế hoạch giảm xuống còn 28% vào năm 2020. Doanh thu thuế doanh nghiệp ròng năm 2016 lên tới 30 tỷ euro (sau các khoản tín dụng và khấu trừ thuế).

## Vị trí lợi nhuận
Một công ty phải chịu thuế doanh nghiệp của Pháp đối với lợi nhuận được tạo ra ở Pháp, ngoài bất kỳ lợi nhuận nào được phân bổ cho Pháp nhờ các điều ước quốc tế về thuế, sau khi tính đến chi phí được khấu trừ thuế.

## Thuế suất
Thuế suất thuế doanh nghiệp năm 2017 của Pháp là 15% thu nhập chịu thuế lên tới và bao gồm € 38,120, 28% lên đến 75.000 € và cao hơn mức thuế này là 33,3%.
Đến năm 2020, toàn bộ thu nhập chịu thuế của tất cả các công ty sẽ bị đánh thuế ở mức 28%.
Vào ngày 7 tháng 11 năm 2017, Quốc hội Pháp đã phê chuẩn một loại thuế doanh nghiệp mới.
Doanh nghiệp có doanh thu hơn 1 tỷ euro mỗi năm phải chịu mức thuế suất với 38,3% thay vì 33,3%. Nếu một công ty tạo ra doanh thu nhiều hơn 3 tỷ euro, tỷ lệ sẽ là 43,3%.

## Các khoản thuế tín dụng
Năm 2012, một khoản tín dụng thuế mới đã được đưa ra để làm cho Pháp cạnh tranh hơn. Các công ty nhận được khoản tín dụng thuế là 7% tổng chi phí tiền lương và tiền công  lên đến giới hạn 2,5 lần mức lương tối thiểu (năm 2017 mức lương tối thiểu là € 1,460). Hiệu quả là làm giảm đáng kể thuế suất doanh nghiệp hiệu quả. Khoản tín dụng thuế lên tới 19 tỷ euro  (khoảng 40% tổng thuế doanh nghiệp).

## Phụ cấp
Một số đối tượng thu nhập được miễn thuế doanh nghiệp:
- Tín dụng thuế nghiên cứu
- Doanh nghiệp khởi nghiệp sáng tạo
- Kinh doanh mới
- Đề án khấu hao cao hơn